# Benno II Löbl
Benno II Löbl (zm. 1751 w Broumovie) – 49. opat klasztoru benedyktyńskiego w Broumovie, w latach 1738–1751.

## Działalność budowlana
Za panowania opata zbudowano m.in.:
- dom w ogrodzie klasztornym. z kartuszem zawierającym herb opactwa[2] i inicjały  B.A.B. oznaczające  Benno II Löbla[1] Opata Broumovskiego (w j. łac. Abbas Braunensis)[3].  Obok stoi kościół św. Wojciecha należący do broumovskiej grupy kościołów[4].
- zamek w Meziměstí z kartuszem zawierającym herb, datę 1749 i inicjały B.A.B. oznaczające Benno II Löbla, Opata  Broumovskiego[3].

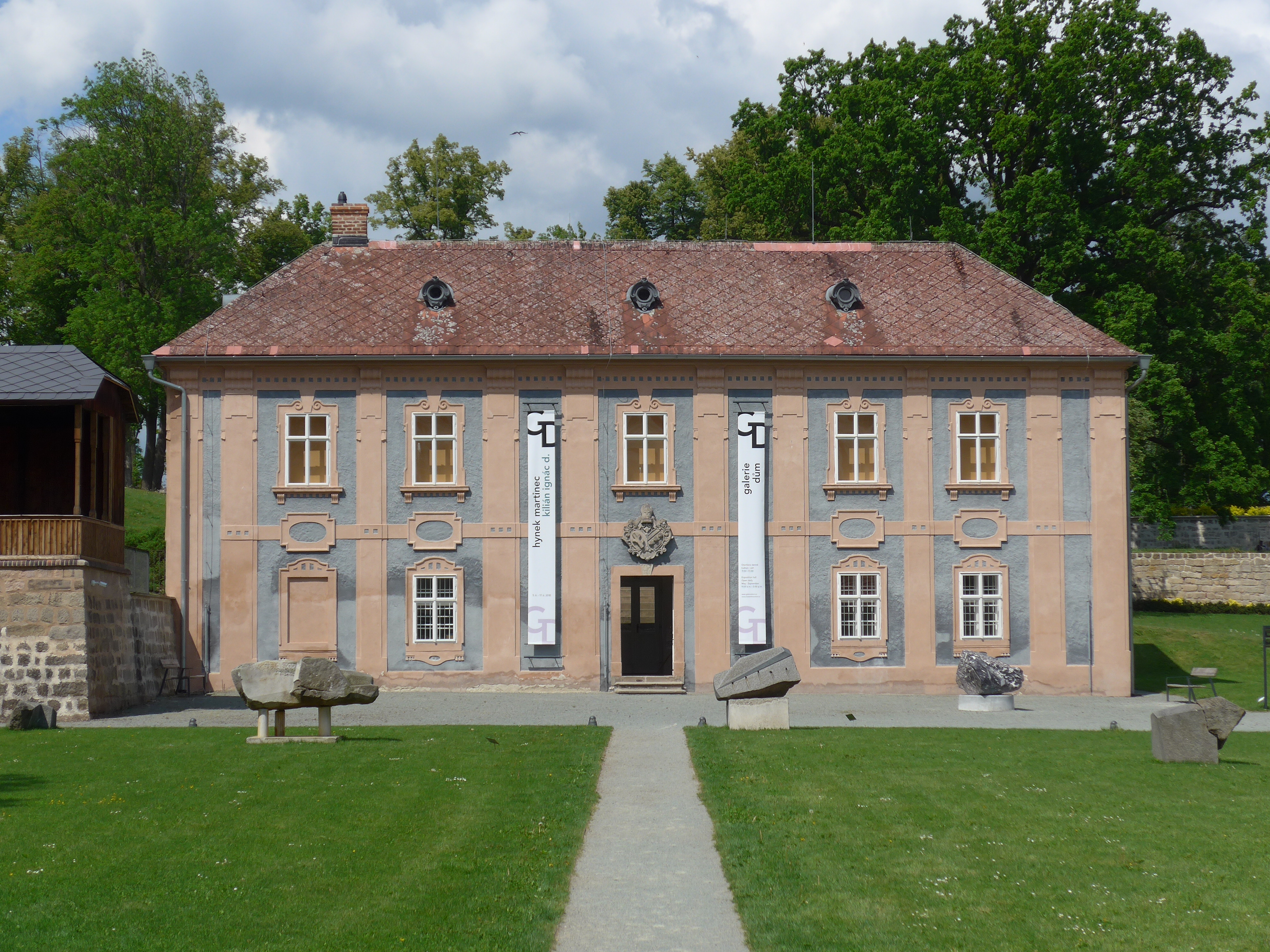
Dom w ogrodzie
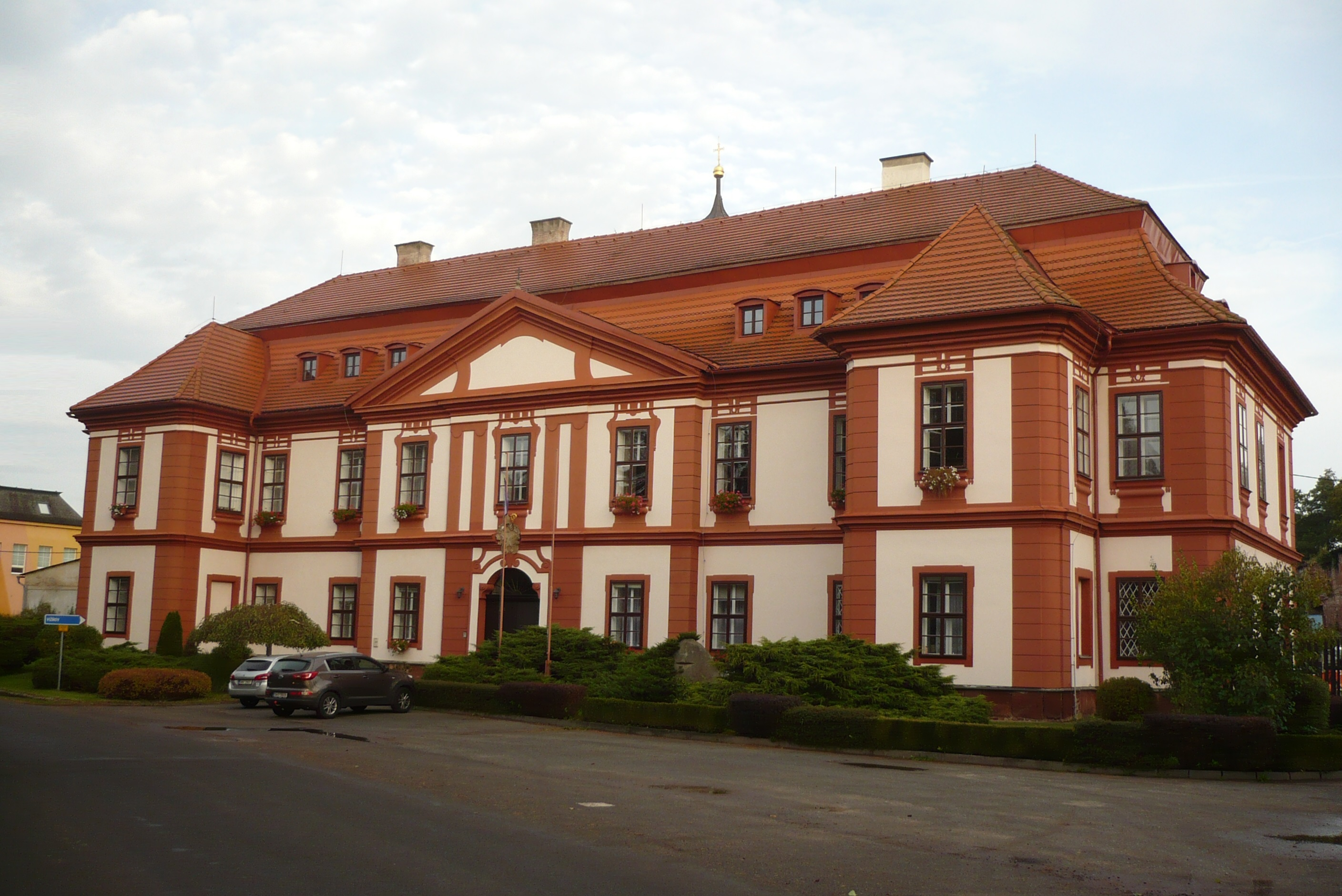
Zamek w Meziměstí
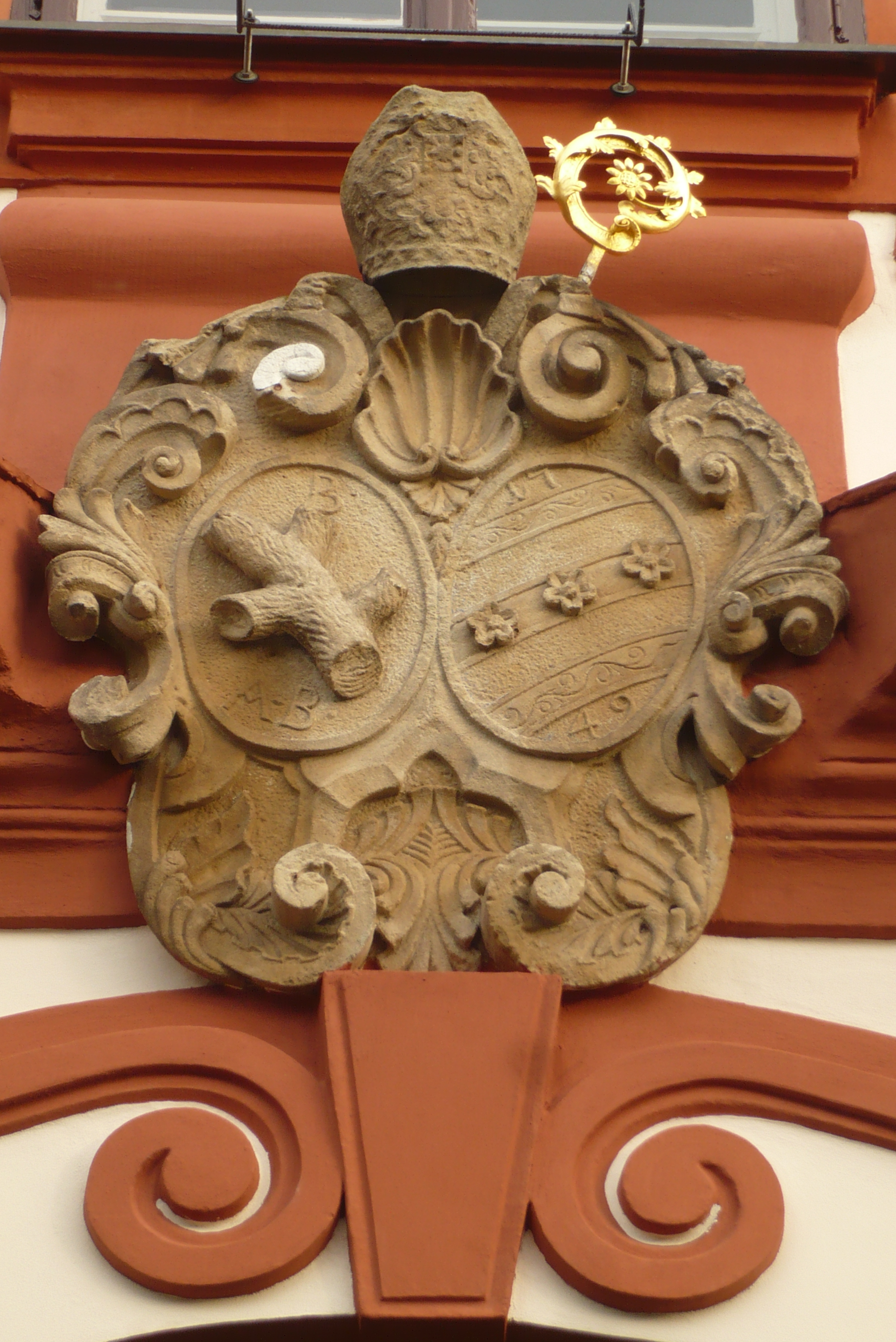
Herb na pałacu ('B.A.B., 1749)